# Trichoblatta semisulcata
Trichoblatta semisulcata är en kackerlacksart som först beskrevs av Hanitsch 1924.  Trichoblatta semisulcata ingår i släktet Trichoblatta och familjen jättekackerlackor. Inga underarter finns listade i Catalogue of Life.